# Wawrzyniec Gnutek
Wawrzyniec Gnutek (ur. 1 sierpnia 1901 w Okulicach, zm. 29 sierpnia 1982 w Bochni) – polski duchowny katolicki, tłumacz Pisma Świętego, wykładowca w Wyższym Seminarium Duchownym w Tarnowie.

## Życiorys
Uczęszczał do szkoły podstawowej w Okulicach. Gimnazjum ukończył w Bochni zdaną maturą w 1921 roku. W tym samym roku wstąpił do seminarium duchownego w Tarnowie. Święcenia kapłańskie przyjął 29 czerwca 1925 w Tarnowie z rąk bpa Leona Wałęgi. W latach 1925–1928 studiował w Papieskim Instytucie Biblijnym (studia uwieńczył licencjatem z nauk biblijnych). W latach 1928–1932 pracował jako wikariusz w Dębicy. We wrześniu 1932 roku został ojcem duchownym Wyższego Seminarium Duchownego w Tarnowie, a od 1934 r. wykładowcą Nowego Testamentu tamże i równocześnie rektorem kościoła w Mościcach. W 1938 r. został pierwszym proboszczem nowo powstałej parafii św. Teresy od Dzieciątka Jezus i św. Andrzeja Boboli w Mościcach (obecnie parafia NMP Królowej Polski), ale w tym samym roku mianowano go ojcem duchownym Papieskiego Kolegium Polskiego w Rzymie. W chwili wybuchu II wojny światowej przebywał w Polsce - do 1941 roku mieszkał w Okulicach, a od 1941 do 1946 roku był administratorem parafii Dobra.
W latach 1946–1975 ponownie był wykładowcą Wyższego Seminarium Duchownego w Tarnowie. Pełnił też funkcję diecezjalnego dyrektora Papieskich Dzieł Misyjnych. Dla Biblii Tysiąclecia przetłumaczył 1 i 2 List do Tymoteusza. Był jednym z autorów Wstępu do Nowego Testamentu wydanego przez Pallotinum w 1969 roku.